# Gyenis Ede
Gyenis Ede (Szakcs, 1880. október 12. – Csopak, 1944. február 25.) színész.

## Életútja
Gyenis Miklós szabó és Altman Rozália római katolikus szülők fiaként született, 1880. október 13-án keresztelték. Rákosi Szidi színésziskolájának elvégzése után 1906-ban Bihari Ákos társulatánál Kecskeméten lépett színpadra. Onnan a Király Színházhoz szerződött, majd két évi itt működése után Szatmár, Miskolc és Nagyvárad színpadjain játszott, ahol mint siheder és szerelmes színész mindig és mindenütt megállta a helyét. A vidéken Bilitzky kadét (a Dolovai nábob leányában), Matyi (a Borban), Romeo és Horkay Feri stb. voltak legkedvesebb szerepei. Az első világháborút négy évi és három hónapi frontszolgálattal végigküzdötte. 1923-tól a Nemzeti Színház tagja volt és itt is több ízben bebizonyította hasznavehetőségét. A Nemzeti Színházban játszott szerepei közül különösen a Magyar nábob Marcija, az Árva László király Bodó hadnagya, a Tábornok Rácz tisztiszolgája, A velencei kalmár Lancelot Gobbója, a Sárga csikó Petije és a Mama Ugri Miskája volt figyelemre méltó.
Első felesége Szilassy Etelka énekesnő volt, akivel 1919. július 2-án kötött házasságot Budapesten, a Józsefvárosban. Esküvői tanúik Dezsőffy László és Zerkovitz Béla voltak. 1933. november 4-én Budapesten már özvegyként feleségül vette a nála 19 évvel fiatalabb Kolos Erzsébet Irma Jolánt. Élete végén Paloznakon lakott. Halálát agyvérzés okozta.